# Bilal Brahimi
Ne doit pas être confondu avec Billal Brahimi.
Pour les articles homonymes, voir Brahimi.
Bilal Brahimi, né le 28 mars 2000 à Villepinte, est un footballeur français, qui joue au poste de milieu offensif au Stade Malherbe Caen.

## Biographie

### En club
Bilal Brahimi débute le football dans sa ville natale, au FC Villepinte, où il joue de ses six ans à ses quinze ans, avant de rejoindre le FC Montfermeil pour une saison.
En 2015, il rejoint le centre de formation de l'ESTAC Troyes. Il remporte en 2018 la Coupe Gambardella, étant notamment titulaire lors de la finale. À l'issue de la saison 2019-2020, il n'est pas conservé par le club troyen. Il rejoint alors le Havre AC.
En août 2021, il signe son premier contrat professionnel à l'USL Dunkerque. Il y avait ses débuts en professionnel le 24 juillet contre l'US Quevilly Rouen Métropole, en remplaçant Mohamed Ouadah à la 73e minute de jeu. Il est par ailleurs élu joueur de Dunkerque du mois d'août 2021. Il inscrit son premier but le 24 septembre 2021 lors d'une victoire 2-1 à Pau. Brahimi est à nouveau élu joueur du mois en septembre 2021. Lors des trois matchs suivants celui de Pau, il inscrit un but face à son ancien club du Havre et distille deux passes décisives.
Le 27 juin 2022, il est transféré au Stade Malherbe Caen où il s'engage pour une durée de 4 ans. Le 8 août 2022, il fait sa première apparition sous ses nouvelles couleurs lors d'une victoire 1-0 contre le FC Metz. Pendant le début de saison, il alterne les titularisations et les matchs démarrés sur le banc. Après la coupure du championnat (due à la coupe du monde 2022), l'entraîneur Stéphane Moulin l'installe en tant que titulaire dans l'équipe. Il est décisif lors d'un match contre le FC Sochaux pendant lequel il provoque un penalty, transformé par Alexandre Mendy et inscrit le but de la victoire en fin de match, son premier avec le SM Caen. Il termine la saison en marquant deux buts supplémentaires portant son total à 3 buts inscrits ce qui permet au Stade Malherbe Caen de terminer 5e du championnat.

Pour sa deuxième saison en Normandie, Jean-Marc Furlan remplace Stéphane Moulin sur le banc. Le SM Caen débute très bien son championnat avec 4 victoires et 1 défaite en 5 matchs avec Bilal installé en tant qu'attaquant de soutien d'Alexandre Mendy. Il se blesse à la cheville pendant un match amical disputé contre Le Havre AC pendant la trêve internationale de septembre 2023. Pendant sa blessure, Malherbe enchaîne une série de 11 matchs sans victoire qui la fait chuter au 16e rang du championnat. Cela entraine le licenciement de Jean-Marc Furlan. La nomination de Nicolas Seube provoque un rebond de l'équipe avec une série de 7 matchs sans défaite pendant laquelle Bilal marque et donne la victoire contre l'USL Dunkerque, son ancienne équipe. Le SM Caen est alors remonté 6e. Malgré un but et une passe décisive de Brahimi lors du sprint final, Malherbe finit 6e et échoue aux portes des barrages de montée à cause d'une différence de but moins bonne que le Paris FC.

Au début de la saison 2024-2025, il récupère le numéro 10 laissé vacant depuis le départ de Caleb Zady Sery. 

### En sélection
Le 18 août 2019, il est présélectionné par Patrice Beaumelle avec le Maroc olympique pour une double confrontation contre l'équipe du Mali olympique comptant pour les qualifications à la Coupe d'Afrique des moins de 23 ans.

## Statistiques
| Saison                | Club                  | Championnat           | Championnat | Championnat | Championnat | Coupe(s) nationale(s) | Coupe(s) nationale(s) | Coupe(s) nationale(s) | Total | Total | Total |
| Saison                | Club                  | Division              | M.          | B.          | P.d.        | M.                    | B.                    | P.d.                  | M.    | B.    | P.d.  |
| 2021-2022             | USL Dunkerque         | Ligue 2               | 36          | 3           | 3           | 1                     | 0                     | 0                     | 37    | 3     | 3     |
| Sous-total            | Sous-total            | Sous-total            | 36          | 3           | 3           | 1                     | 0                     | 0                     | 37    | 3     | 3     |
| 2022-2023             | SM Caen               | Ligue 2               | 36          | 3           | 1           | 2                     | 0                     | 0                     | 38    | 3     | 1     |
| 2023-2024             | SM Caen               | Ligue 2               | 30          | 2           | 3           | 3                     | 0                     | 0                     | 33    | 2     | 3     |
| 2024-2025             | SM Caen               | Ligue 2               | 13          | 3           | 4           | 2                     | 3                     | 0                     | 15    | 6     | 4     |
| Sous-total            | Sous-total            | Sous-total            | 79          | 8           | 8           | 7                     | 3                     | 0                     | 86    | 11    | 8     |
| Total sur la carrière | Total sur la carrière | Total sur la carrière | 125         | 11          | 11          | 8                     | 3                     | 0                     | 133   | 14    | 11    |

## Palmarès
ESTAC Troyes
- Coupe Gambardella (1) :
  - Vainqueur : 2017-18.